# 文明欽
文明欽（1841年—1916年），字靜川，貴州省貴陽府貴築縣人，清朝政治人物，同進士出身。
光緒十五年（1889年）己丑科進士，三甲四十三名，同年五月，著交吏部掣签，分发各省以知县即用，分發廣西知縣。先後知靈川、藤縣，調山西潞城、广灵、右玉等縣。辛亥革命後遷往北京居住。民國五年（1916年）卒。
有孫女文洁若，著名翻译家。